# Jehovas vittnen i Sverige
Jehovas vittnen i Sverige är Jehovas vittnens svenska avdelning. Den har 281 församlingar och drygt 22 000 personer som missionerar. Avdelningskontoret ligger sedan hösten 2012 i Danmark dit delar av de nordiska ländernas avdelningskontor har centraliserats. Talesman är Georg Svensson. Församlingarna har verksamhet även på andra språk än svenska (bland annat engelska, finska, spanska, arabiska, kinesiska och serbokroatiska). 
Jehovas vittnen är berättigad till svenskt statsbidrag via Myndigheten för stöd till trossamfund, enligt dom i Högsta förvaltningsdomstolen 2017 och regeringsbeslut 2019. Förutsättningen är att samfundet inte uppmanar sina medlemmar att inte godta att samhället ingriper till förmån för barn i vissa frågor, det vill säga åtminstone passivt accepterar att sjukvården griper in i livshotande situationer.